# Tiradito
Il tiradito è un piatto peruviano a base di pesce crudo, tagliato a forma di sashimi e dall'aspetto simile al carpaccio.
Viene servito con una salsa piccante fredda e acida.
Riflette l'influenza che ebbero gli immigrati giapponesi sulla cucina peruviana e, benché condivida con il ceviche la cuttura in succo di limone, differisce da quest'ultimo nel modo in cui viene tagliato il pesce e nell'assenza della cipolla.
Il piatto viene accompagnato da pezzi di patata americana bollita e mais bianco sgranato.

## Varianti
Alcune delle versioni più popolari combinano il succo di limone con una salsa a base di peperoncino giallo (conferendogli un colore giallognolo), oppure di rocoto (color rosso), o ancora con una mistura di entrambe le salse.
Un'altra versione, detta tiradito alle olive, prevede l'aggiunta di una salsa di olive nere che lo farà apparire di colore violaceo.
Versioni più elaborate possono includere ingredienti come polipo, molluschi o anche una leggera e rapida cottura del pesce.